# Stein Grieg Halvorsen
Stein Grieg Halvorsen (ur. 19 października 1909 w Kristianii, zm. 11 listopada 2013) – norweski aktor

## Życiorys
Jest synem kompozytora Johana Halvorsena i Anny Griegi. Stein Grieg Halvorsen ożenił się po raz pierwszy z Elizabeth Inga Margarthe Thaulow. Jako wdowiec ożenił się po raz drugi z aktorką Vibeke Mowinckel. Występował głównie w teatrze narodowym. Zadebiutował w wieku 19 lat w 1928 roku w teatrze narodowym w Hoppla. Został odznaczony Królewskim Orderem Gwiazdy Polarnej.

## Filmografia
- 1935 – Ungkarlspappan jako Olav Lykke
- 1975 – Fru Inger til Østråt jako Bjørn